# Eberhard Hertwig
Eberhard Hertwig (* 26. Mai 1938 in Leipzig) ist ein deutscher Grafiker und Grafikdesigner.

## Leben und Werk
Hertwig absolvierte von 1952 bis 1955 in Leipzig eine Lehre als Lithograf in der alteingesessenen grafischen Kunstanstalt Meissner & Buch. Ab 1953 nahm er bei Herbert Hauschild Zeichenunterricht. Von 1955 bis 1988 arbeitete er in Leipzig in verschiedenen Betrieben als Offsetretuscheur und als Lichtdruck- und Positivretuscheur. Daneben betätigte er sich autodidaktisch künstlerisch. Er fand Beachtung, und seine Bilder Soldat Victor (Collage mit Ölfarbe, 115 × 75 cm, 1971) und August-Bebel-Hütte in Helbra (Öl, 1969) wurden 1972/73 auf VII. Kunstausstellung der DDR in Dresden gezeigt. 1988 begann Hertwig in Leipzig freiberufliche vor allem als Maler, Grafiker und Zeichner zu arbeiten. Er gehörte in der DDR zu den wenigen Künstlern, die sich der Airbrush-Technik bedienten, und zur künstlerischen Mail-Art-Szene.
Von 1992 bis 2009 war er Mitglied des Prüfungsausschusses für Steindruck bei der Handwerkskammer Leipzig.
Arbeiten Hertwigs befinden sich u. a. in der Kunsthalle der Sparkasse Leipzig.

## Mitgliedschaften
- 1986 bis 1990: Verband Bildender Künstler der DDR
- 1990 bis 2006 Bund Deutscher Grafikdesigner
- war Mitglied der losen Künstlergruppe Leipziger Blauer Reiter

## Rezeption
„Viele von Eberhard Hertwigs Arbeiten bestechen durch exakt begrenzte Flächen, saubere Linien und kräftige Farben. Grafisch anmutende Gemälde verwirren den Betrachter, nichts ist wie es scheint.“

## Weblink
- https://www.eh-grafikdesign.com/